# 2. Biathlon-Weltcup 2023/24 (Hochfilzen)
Der 2. Weltcup der Biathlonsaison 2023/24 fand in gewohnter Art und Weise im österreichischen Hochfilzen in Tirol statt. Die Wettkämpfe im Langlauf- und Biathlonzentrum Hochfilzen wurden vom 4. bis 10. Dezember 2023 ausgetragen.

## Wettkampfprogramm
| Datum        | Männer    | Männer               | Frauen    | Frauen             |
| ------------ | --------- | -------------------- | --------- | ------------------ |
| Fr, 08.12.23 | 11:30 Uhr | Sprint (10 km)       | 14:25 Uhr | Sprint (7,5 km)    |
| Sa, 09.12.23 | 12:15 Uhr | Verfolgung (12,5 km) | 14:45 Uhr | Verfolgung (10 km) |
| So, 10.12.23 | 11:30 Uhr | Staffel (4 × 7,5 km) | 14:15 Uhr | Staffel (4 × 6 km) |

## Teilnehmende Nationen und Athleten
| Nation               | Anzahl               | Athlet | Athletin |
| Europa (22 Nationen) | Europa (22 Nationen) | Europa (22 Nationen) | Europa (22 Nationen) |
| -------------------- | -------------------- | --- | --- |
| Belgien              | 2+2                  | Florent Claude, Thierry Langer | Maya Cloetens, Lotte Lie |
| Bulgarien            | (4)+3                | Wladimir Iliew, Anton Sinapow, Blagoj Todew, Konstantin Wassilew                                                                          | Lora Christowa, Walentina Dimitrowa, Daniela Kadewa                                                                                            |
| Deutschland          | 6+(7)                | Benedikt Doll, Johannes Kühn, Philipp Nawrath, Roman Rees, Justus Strelow, David Zobel                                                    | Selina Grotian, Janina Hettich-Walz, Franziska Preuß, Sophia Schneider, Vanessa Voigt, Anna Weidel, Marion Wiesensarter (nur Staffel)          |
| Estland              | (5)+3                | Marten Aolaid, Robert Heldna, Raido Ränkel, Kristo Siimer, Rene Zahkna                                                                    | Regina Ermits, Hanna-Brita Kaasik, Tuuli Tomingas                                                                                              |
| Finnland             | 4+(5)                | Otto Invenius, Joni Mustonen, Jonni Mukkala, Jaakko Ranta                                                                                 | Erika Jänkä, Noora Kaisa Keränen, Sonja Leinamo, Suvi Minkkinen, Darja Wirolainen                                                              |
| Frankreich           | 6+6                  | Émilien Claude, Fabien Claude, Quentin Fillon Maillet, Antonin Guigonnat, Émilien Jacquelin, Éric Perrot                                  | Justine Braisaz-Bouchet, Sophie Chauveau, Chloé Chevalier, Gilonne Guigonnat, Lou Jeanmonnot, Julia Simon                                      |
| Griechenland         | 2                    | Apostolos Angelis, Nikolaos Tsourekas | |
| Italien              | 5+6                  | Didier Bionaz, Patrick Braunhofer, Tommaso Giacomel, Lukas Hofer, Elia Zeni                                                               | Hannah Auchentaller, Samuela Comola, Rebecca Passler, Beatrice Trabucchi, Lisa Vittozzi, Dorothea Wierer                                       |
| Kroatien             | 2+1                  | Krešimir Crnković, Matija Legović | Anika Kožica |
| Lettland             | (4)+3                | Renārs Birkentāls, Edgars Mise, Aleksandrs Patrijuks, Andrejs Rastorgujevs                                                                | Sandra Buliņa, Sanita Buliņa, Annija Sabule |
| Litauen              | (5)+3                | Karol Dombrovski, Maksim Fomin, Tomas Kaukėnas, Jokūbas Mačkinė, Vytautas Strolia                                                         | Natalija Kočergina, Judita Traubaitė, Lidia Žurauskaitė                                                                                        |
| Moldau               | (4)+3                | Pawel Magasejew, Maxim Makarow, Andrei Ussow, Michail Ussow                                                                               | Alla Ghilenko, Aljona Makarowa, Alina Stremous                                                                                                 |
| Norwegen             | 7+6 1                | Johannes Thingnes Bø, Tarjei Bø, Vetle Sjåstad Christiansen, Johannes Dale-Skjevdal, Sturla Holm Lægreid, Vebjørn Sørum, Endre Strømsheim | Juni Arnekleiv, Emilie Ågheim Kalkenberg, Marthe Kråkstad Johansen, Karoline Offigstad Knotten, Marit Ishol Skogan, Ingrid Landmark Tandrevold |
| Österreich           | 5+5                  | Simon Eder, Patrick Jakob, David Komatz, Felix Leitner, Dominic Unterweger                                                                | Anna Gandler, Lisa Hauser, Anna Juppe, Kristina Oberthaler, Tamara Steiner                                                                     |
| Polen                | 4+4                  | Konrad Badacz, Tomasz Jakieła, Andrzej Nędza-Kubiniec, Marcin Zawół                                                                       | Daria Gembicka, Joanna Jakieła, Anna Mąka, Natalia Sidorowicz                                                                                  |
| Rumänien             | 4+(4)                | George Buta, George Colțea, Raul Flore, Dmitri Schamajew                                                                                  | Enikő Márton, Andreea Mezdrea, Anastassija Tolmatschowa, Jelena Tschirkowa                                                                     |
| Schweden 1           | 6+7                  | Oskar Brandt, Anton Ivarsson, Emil Nykvist, Martin Ponsiluoma, Sebastian Samuelsson, Malte Stefansson                                     | Sara Andersson, Mona Brorsson, Tilda Johansson, Anna Magnusson, Elvira Öberg, Hanna Öberg, Linn Persson                                        |
| Schweiz              | 4+5                  | Joscha Burkhalter, Jeremy Finello, Gion Stalder, Sebastian Stalder                                                                        | Amy Baserga, Aita Gasparin, Elisa Gasparin, Lena Häcki-Groß, Flurina Volken                                                                    |
| Slowakei             | 2+4                  | Damián Cesnek, Tomáš Sklenárik | Ema Kapustová, Júlia Machyniaková, Mária Remeňová, Zuzana Remeňová                                                                             |
| Slowenien            | 4+4                  | Miha Dovžan, Jakov Fak, Lovro Planko, Toni Vidmar                                                                                         | Polona Klemenčič, Živa Klemenčič, Anamarija Lampič, Lena Repinc                                                                                |
| Tschechien           | 5+5                  | Mikuláš Karlík, Michal Krčmář, Jonáš Mareček, Jakub Štvrtecký, Adam Václavík                                                              | Lucie Charvátová, Markéta Davidová, Jessica Jislová, Tereza Vinklárková, Tereza Voborníková                                                    |
| Ukraine              | 5+(6)                | Anton Dudtschenko, Taras Lessjuk, Dmytro Pidrutschnyj, Artem Pryma, Artem Tyschtschenko                                                   | Olena Horodna, Chrystyna Dmytrenko, Julija Dschyma, Anna Krywonos, Anastassija Merkuschyna, Iryna Petrenko                                     |
| Amerika (2 Nationen) |                      | | |
| Kanada               | 2+2                  | Christian Gow, Adam Runnalls | Emma Lunder, Nadia Moser |
| Vereinigte Staaten   | 4+4                  | Vincent Bonacci, Jake Brown, Sean Doherty, Maxime Germain                                                                                 | Grace Castonguay, Kelsey Dickinson, Jackie Garso, Deedra Irwin                                                                                 |
| Asien (3 Nationen)   |                      | | |
| Japan                | 1                    | Mikito Tachizaki | |
| Kasachstan           | (4)+(4)              | Kirill Bauer, Ässet Düissenow, Wladislaw Kirejew, Alexander Muchin                                                                        | Polina Jegorowa, Anastassija Kondratjewa, Arina Krjukowa, Olga Poltaranina                                                                     |
| Südkorea             | 2+2                  | Choi Du-jin, Timofei Lapschin | Jekaterina Awwakumowa, Ko Eun-jung |

## Ausgangslage
Als Weltcupgesamtführende gingen nach der ersten Woche Philipp Nawrath und Franziska Preuß an den Start.

In den großen Teams gab es nach der ersten Lagebestimmung in Östersund keine großen Änderungen. In Norwegen wurde Frida Dokken gegen Emilie Kalkenberg getauscht, bei den Schweden setzte man statt Stina Nilsson auf die junge Sara Andersson. Im deutschen Team fehlte Hanna Kebinger krankheitsbedingt und wurde durch Anna Weidel ersetzt. Größere Änderungen musste das Team rund um die Schweizer Mannschaft vornehmen; da Niklas Hartweg, Dajan Danuser und Lea Meier ausfielen, starteten bei den Herren nur vier Athleten, im Damenfeld gab Flurina Volken nach fast neun Jahren ihr Comeback auf der höchsten Rennebene. Ein weiteres Comeback erfolgte in der Person von Darja Wirolainen, die seit 2018 nicht mehr im Weltcup startete und nun für Finnland antritt, auch Olga Poltaranina kehrte nach einer ebenso langen Pause im Staffelrennen in den Weltcup zurück. Ihre ersten Rennen des Weltcupwinters bestritten Julija Dschyma und Dmytro Pidrutschnyj.

## Ergebnisse
| 2. Weltcup in Hochfilzen, 4. bis 10. Dezember 2023 | 2. Weltcup in Hochfilzen, 4. bis 10. Dezember 2023 | 2. Weltcup in Hochfilzen, 4. bis 10. Dezember 2023                                              | 2. Weltcup in Hochfilzen, 4. bis 10. Dezember 2023                           | 2. Weltcup in Hochfilzen, 4. bis 10. Dezember 2023                             |
| -------------------------------------------------- | -------------------------------------------------- | ----------------------------------------------------------------------------------------------- | ---------------------------------------------------------------------------- | ------------------------------------------------------------------------------ |
| Datum                                              | Disziplin                                          | Erster Platz                                                                                    | Zweiter Platz                                                                | Dritter Platz                                                                  |
| 8. Dezember 2023 (Fr.)                             | Sprint (10 km)                                     | Tarjei Bø                                                                                       | Sturla Holm Lægreid                                                          | Sebastian Samuelsson                                                           |
| 8. Dezember 2023 (Fr.)                             | Sprint (7,5 km)                                    | Ingrid Landmark Tandrevold                                                                      | Elvira Öberg                                                                 | Justine Braisaz-Bouchet                                                        |
| 9. Dezember 2023 (Sa.)                             | Verfolgung (12,5 km)                               | Johannes Thingnes Bø                                                                            | Johannes Dale-Skjevdal                                                       | Tarjei Bø                                                                      |
| 9. Dezember 2023 (Sa.)                             | Verfolgung (10 km)                                 | Elvira Öberg                                                                                    | Lena Häcki-Groß                                                              | Ingrid Landmark Tandrevold                                                     |
| 10. Dezember 2023 (So.)                            | Staffel (4 × 7,5 km)                               | NorwegenSturla Holm Lægreid Tarjei Bø Johannes Thingnes Bø Vetle Sjåstad Christiansen           | FrankreichÉric Perrot Émilien Jacquelin Fabien Claude Quentin Fillon Maillet | DeutschlandDavid Zobel Johannes Kühn Philipp Nawrath Benedikt Doll             |
| 10. Dezember 2023 (So.)                            | Staffel (4 × 6 km)                                 | NorwegenJuni Arnekleiv Marit Ishol Skogan Karoline Offigstad Knotten Ingrid Landmark Tandrevold | SchwedenAnna Magnusson Mona Brorsson Hanna Öberg Elvira Öberg                | FrankreichGilonne Guigonnat Lou Jeanmonnot Justine Braisaz-Bouchet Julia Simon |

## Verlauf

### Sprint

#### Männer
Start: Freitag, 8. Dezember 2023, 11:30 Uhr
| Platz | Sportler                   | Zeit        | Schießfehler |
| ----- | -------------------------- | ----------- | ------------ |
| 1     | Tarjei Bø                  | 24:37,5 min | 0+0          |
| 2     | Sturla Holm Lægreid        | +4,9        | 0+0          |
| 3     | Sebastian Samuelsson       | +10,0       | 1+0          |
| 4     | Martin Ponsiluoma          | +18,4       | 1+0          |
| 5     | Johannes Dale-Skjevdal     | +19,2       | 1+1          |
| 6     | Vetle Sjåstad Christiansen | +26,5       | 0+1          |
| 7     | Benedikt Doll              | +31,1       | 0+1          |
| 8     | Tommaso Giacomel           | +33,1       | 0+0          |
| 9     | Johannes Kühn              | +40,1       | 0+1          |
| 10    | Éric Perrot                | +43,9       | 1+0          |
| 0     |                            |             |              |
| 12    | Lukas Hofer                | +53,9       | 1+0          |
| 15    | Justus Strelow             | +1:09,0     | 0+0          |
| 16    | Didier Bionaz              | +1:13,3     | 0+1          |
| 19    | David Komatz               | +1:22,0     | 0+0          |
| 21    | Florent Claude             | +1:25,2     | 0+0          |
| 25    | Joscha Burkhalter          | +1:35,2     | 0+0          |
| 26    | David Zobel                | +1:37,2     | 0+2          |
| 28    | Thierry Langer             | +1:38,7     | 1+0          |
| 29    | Felix Leitner              | +1:39,8     | 0+0          |
| 30    | Sebastian Stalder          | +1:42,0     | 1+0          |
| 31    | Roman Rees                 | +1:47,3     | 0+2          |
| 34    | Philipp Nawrath            | +1:53,8     | 2+1          |
| 36    | Patrick Braunhofer         | +1:58,7     | 0+0          |
| 43    | Elia Zeni                  | +2:06,9     | 1+0          |
| 51    | Jeremy Finello             | +2:23,6     | 1+3          |
| 90    | Patrick Jakob              | +4:32,4     | 2+3          |
| DNS   | Simon Eder                 |             |              |

Gemeldet: 100
Nicht am Start: 3
13 Jahre nach seinem ersten Weltcupsieg in Hochfilzen gewann Tarjei Bø sein 13. Individualrennen im Weltcup. Dahinter lief Sturla Holm Lægreid zu seinem ersten Podestplatz der Saison, allgemein klassierten sich unter den besten Sechs nur Skandinavier. Die Laufbestzeit setzte Johannes Dale-Skjevdal, Johannes Thingnes Bø landete nach drei Fehlern nur auf Rang 11. Der Weltranglistenführende Philipp Nawrath musste das gelb-rote Trikot an Sebastian Samuelsson abgeben. Bis auf Patrick Jakob erreichten alle deutschsprachigen Athleten den Verfolger, erstmals Weltcuppunkte gab es mit Rang 38 für Renārs Birkentāls.

#### Frauen
Start: Freitag, 8. Dezember 2023, 14:25 Uhr
| Platz | Sportler                   | Zeit        | Schießfehler |
| ----- | -------------------------- | ----------- | ------------ |
| 1     | Ingrid Landmark Tandrevold | 20:59,9 min | 0+0          |
| 2     | Elvira Öberg               | +4,9        | 1+0          |
| 3     | Justine Braisaz-Bouchet    | +19,7       | 1+0          |
| 4     | Lena Häcki-Groß            | +20,0       | 0+1          |
| 5     | Lisa Vittozzi              | +24,4       | 0+0          |
| 6     | Karoline Offigstad Knotten | +40,4       | 2+0          |
| 7     | Julia Simon                | +44,2       | 1+0          |
| 8     | Anamarija Lampič           | +54,0       | 1+2          |
| 9     | Anna Magnusson             | +54,7       | 1+0          |
| 10    | Jessica Jislová            | +57,7       | 0+0          |
| 11    | Anna Gandler               | +1:00,4     | 0+0          |
| 12    | Lotte Lie                  | +1:03,5     | 0+0          |
| 13    | Anna Juppe                 | +1:07,0     | 0+0          |
| 14    | Vanessa Voigt              | +1:11,8     | 0+1          |
| 0     |                            |             |              |
| 25    | Sophia Schneider           | +1:38,1     | 1+1          |
| 26    | Dorothea Wierer            | +1:40,1     | 1+0          |
| 32    | Elisa Gasparin             | +1:51,3     | 1+1          |
| 33    | Selina Grotian             | +1:51,5     | 0+2          |
| 36    | Tamara Steiner             | +1:54,2     | 1+0          |
| 39    | Aita Gasparin              | +1:59,5     | 1+1          |
| 41    | Lisa Hauser                | +2:00,2     | 0+2          |
| 43    | Janina Hettich-Walz        | +2:02,8     | 0+2          |
| 45    | Beatrice Trabucchi         | +2:04,7     | 0+0          |
| 50    | Flurina Volken             | +2:13,1     | 0+1          |
| 55    | Samuela Comola             | +2:34,0     | 0+2          |
| 57    | Kristina Oberthaler        | +2:40,5     | 0+1          |
| 60    | Anna Weidel                | +2:44,8     | 1+0          |
| 67    | Rebecca Passler            | +2:58,2     | 3+1          |
| 69    | Maya Cloetens              | +3:04,8     | 1+1          |
| DNS   | Hannah Auchentaller        |             |              |
| DNS   | Amy Baserga                |             |              |
| DNS   | Franziska Preuß            |             |              |

Gemeldet: 98
Nicht am Start: 9
Dank einer fehlerfreien Schießleistung sicherte sich Ingrid Landmark Tandrevold ihren zweiten Weltcupsieg, Öberg und Braisaz-Bouchet erreichten ihren jeweils ersten Podestplatz des Winters. Nur um drei Zehntelsekunden verpasste dahinter Lena Häcki-Groß ihr erstes Individualpodium seit 2019. Mit der schnellsten Kurszeit klassierte sich Anamarija Lampič auf Rang 8, für Jislová und Lie gab es ebenfalls das beste Saisonergebnis. Ihr bestes Karriereresultat erzielten Anna Juppe (13.) und Walentina Dimitrowa (24.), bei ihrem Comeback gelangen sowohl Darja Wirolainen als auch Julija Dschyma Top-40-Platzierungen. Die Weltcupführende Franziska Preuß ging krankheitsbedingt nicht an den Start und überließ das gelbe Trikot Lou Jeanmonnot.

### Verfolgung

#### Männer
Start: Samstag, 9. Dezember 2023, 12:15 Uhr
| Platz | Sportler               | Zeit        | Schießfehler |
| ----- | ---------------------- | ----------- | ------------ |
| 1     | Johannes Thingnes Bø   | 33:05,1 min | 1+0+0+0      |
| 2     | Johannes Dale-Skjevdal | +22,6       | 2+0+1+0      |
| 3     | Tarjei Bø              | +28,4       | 1+0+1+0      |
| 4     | Sturla Holm Lægreid    | +39,2       | 0+1+1+0      |
| 5     | Sebastian Samuelsson   | +48,5       | 1+0+2+0      |
| 6     | Émilien Jacquelin      | +52,8       | 0+0+1+1      |
| 7     | Éric Perrot            | +1:00,2     | 0+0+1+0      |
| 8     | Endre Strømsheim       | +1:11,3     | 1+0+0+2      |
| 9     | Quentin Fillon Maillet | +1:20,6     | 2+0+0+0      |
| 10    | Benedikt Doll          | +1:30,7     | 1+1+0+2      |
| 0     |                        |             |              |
| 12    | Tommaso Giacomel       | +1:47,4     | 1+1+2+1      |
| 14    | David Zobel            | +2:14,8     | 0+0+0+2      |
| 17    | Sebastian Stalder      | +2:42,3     | 0+0+0+1      |
| 18    | Johannes Kühn          | +2:50,1     | 0+1+1+4      |
| 21    | Joscha Burkhalter      | +2:57,3     | 0+0+1+0      |
| 22    | Philipp Nawrath        | +2:59,2     | 2+2+0+0      |
| 23    | Felix Leitner          | +3:03,1     | 0+0+1+0      |
| 24    | Justus Strelow         | +3:08,8     | 2+0+0+0      |
| 25    | Lukas Hofer            | +3:14,9     | 3+0+1+2      |
| 30    | Didier Bionaz          | +3:51,8     | 1+2+1+2      |
| 31    | Florent Claude         | +3:59,6     | 1+2+0+1      |
| 38    | Elia Zeni              | +4:22,3     | 1+0+1+0      |
| 39    | Thierry Langer         | +4:30,4     | 1+3+0+1      |
| 42    | Patrick Braunhofer     | +4:44,5     | 1+0+1+1      |
| 44    | Roman Rees             | +4:46,6     | 1+0+3+1      |
| DNF   | Jeremy Finello         |             | 2+3+3        |
| DNS   | David Komatz           |             |              |

Gemeldet: 60
Nicht am Start: 2
Nicht beendet:  Jeremy Finello
Dank einer starken zweiten Rennhälfte sicherte sich Johannes Thingnes Bø seinen ersten Saisonsieg, Johannes Dale-Skjevdal und Tarjei Bø überholten auf der Schlussrunde Sturla Holm Lægreid und komplettierten das Podest. Elia Zeni erreichte mit dem 38. Platz sein bestes Karriereergebnis. Die größte Aufholjagd gelang Dmytro Pidrutschnyj (52 auf 19), alle 20 Scheiben trafen Jaakko Ranta (36.) und Marcin Zawół (49.). Mit dem dritten Platz übernahm Tarjei Bø auch das gelbe Trikot von Sebastian Samuelsson.

#### Frauen
Start: Samstag, 9. Dezember 2023, 14:45 Uhr
| Platz | Sportler                   | Zeit        | Schießfehler |
| ----- | -------------------------- | ----------- | ------------ |
| 1     | Elvira Öberg               | 29:44,6 min | 1+0+0+0      |
| 2     | Lena Häcki-Groß            | +11,2       | 0+0+1+0      |
| 3     | Ingrid Landmark Tandrevold | +13,9       | 1+0+0+0      |
| 4     | Lisa Vittozzi              | +32,0       | 0+0+1+0      |
| 5     | Julia Simon                | +1:01,5     | 0+0+0+1      |
| 6     | Hanna Öberg                | +1:14,6     | 0+0+0+0      |
| 7     | Karoline Offigstad Knotten | +1:33,9     | 1+0+0+0      |
| 8     | Justine Braisaz-Bouchet    | +1:46,1     | 2+1+2+0      |
| 9     | Anna Magnusson             | +1:48,9     | 1+1+0+0      |
| 10    | Anna Gandler               | +1:52,9     | 0+0+1+0      |
| 0     |                            |             |              |
| 12    | Vanessa Voigt              | +2:19,6     | 0+1+0+1      |
| 17    | Dorothea Wierer            | +3:01,3     | 0+0+1+1      |
| 23    | Lotte Lie                  | +3:28,4     | 1+1+1+1      |
| 24    | Aita Gasparin              | +3:33,8     | 0+0+1+1      |
| 26    | Janina Hettich-Walz        | +3:36,2     | 0+0+1+0      |
| 28    | Anna Juppe                 | +3:47,5     | 0+2+2+1      |
| 30    | Beatrice Trabucchi         | +3:47,9     | 0+0+0+0      |
| 34    | Elisa Gasparin             | +4:06,0     | 1+0+1+0      |
| 36    | Sophia Schneider           | +4:08,9     | 2+0+1+0      |
| 40    | Selina Grotian             | +4:24,9     | 2+0+0+2      |
| 43    | Tamara Steiner             | +4:35,3     | 0+1+1+1      |
| 44    | Lisa Hauser                | +4:40,9     | 2+1+1+1      |
| 49    | Anna Weidel                | +5:19,9     | 0+1+0+0      |
| 52    | Samuela Comola             | +5:32,8     | 0+1+2+1      |
| LAP   | Flurina Volken             |             | 2+1+3        |
| LAP   | Kristina Oberthaler        |             | 2+1+0        |

Gemeldet: 60
Nicht am Start:  Chloé Chevalier
Überrundet: 3
Im Damenverfolger entschied sich das Rennen beim letzten Schießen: Elvira Öberg traf als erste alle Scheiben und konnte sich deutlich absetzen, Lena Häcki-Groß und Ingrid Landmark Tandrevold duellierten sich nach ebenfalls fehlerfreien Serien auf der Schlussrunde. Dabei konnte sich die Schweizerin kurz vor dem Ziel von der Norwegerin absetzen und ihren ersten zweiten Platz im Weltcup bejubeln. Anna Gandler erzielte mit dem zehnten Rang ebenso wie die elftplatzierte Tereza Voborníková und die 18. Marit Ishol Skogan ihr zweitbestes Weltcupresultat. Erstmals Weltcuppunkte gewannen Beatrice Trabucchi (30.) und Natalia Sidorowicz (32.). Die meisten Plätze gutmachen konnte Iryna Petrenko, die von 51 auf 29 lief, alle zwanzig Scheiben trafen Hanna Öberg, Voborníková und Trabucchi. Die Gesamtweltcupführende Lou Jeanmonnot schloss das Rennen als 13. ab und überließ die Führungsposition nun Tandrevold.

### Staffel

#### Männer
Start: Sonntag, 10. Dezember 2023, 11:30 Uhr
| Platz | Land        | Sportler                                                                      | Zeit        | Strafrunden + Nachlader         |
| ----- | ----------- | ----------------------------------------------------------------------------- | ----------- | ------------------------------- |
| 1     | Norwegen    | Sturla Holm Lægreid Tarjei Bø Johannes Thingnes Bø Vetle Sjåstad Christiansen | 1:15:38,5 h | 0+0 0+1 0+2 0+1 0+0 0+0         |
| 2     | Frankreich  | Éric Perrot Émilien Jacquelin Fabien Claude Quentin Fillon Maillet            | +28,7       | 0+0 0+0 0+1 0+1 0+0 0+3 0+1 0+0 |
| 3     | Deutschland | David Zobel Johannes Kühn Philipp Nawrath Benedikt Doll                       | +1:06,9     | 0+1 1+3 0+0 0+2 0+1 0+0 0+2 0+0 |
| 4     | Italien     | Elia Zeni Didier Bionaz Tommaso Giacomel Lukas Hofer                          | +1:24,1     | 0+0 0+2 0+0 0+3 0+2 0+0 0+1 0+3 |
| 5     | Ukraine     | Artem Tyschtschenko Dmytro Pidrutschnyj Artem Pryma Anton Dudtschenko         | +2:24,9     | 0+0 0+0 0+0 0+1 0+2 0+0 0+0 0+0 |
| 6     | Schweden    | Emil Nykvist Sebastian Samuelsson Oskar Brandt Martin Ponsiluoma              | +2:36,4     | 0+1 0+1 0+1 0+2 0+3 2+3 0+2 0+1 |
| 7     | Schweiz     | Sebastian Stalder Joscha Burkhalter Jeremy Finello Gion Stalder               | +4:01,6     | 0+1 0+0 0+0 0+2 0+3 0+2 0+1 0+3 |
| 8     | Österreich  | Dominic Unterweger David Komatz Felix Leitner Patrick Jakob                   | +4:23,5     | 0+0 0+2 0+1 0+1 0+1 3+3         |
| 9     | Slowenien   | Miha Dovžan Jakov Fak Lovro Planko Toni Vidmar                                | +4:42,1     | 0+0 0+1 5+3 0+2 0+0 0+0 0+0 0+1 |
| 10    | Rumänien    | George Buta Dmitri Schamajew George Colțea Raul Flore                         | +4:46,9     | 0+1 0+0 0+1 0+3 0+0 0+0         |

Gemeldet: 20 Staffeln
Überrundet: 5
In der Herrenstaffel ergab sich ein gewohntes Bild, Norwegen triumphierte vor Frankreich und Deutschland. Der dritte Podestplatz entschied sich allerdings erst beim letzten Schießen, Lukas Hofer benötigte drei Nachlader und kam auf der Schlussrunde an Benedikt Doll nicht mehr heran. Ein hervorragendes Ergebnis gab es für die Ukraine, bei den Österreichern wurde Dominic Unterweger kurzfristig aus dem IBU-Cup genommen, um als Ersatz für Simon Eder die Staffel zu bestreiten.

#### Frauen
Start: Sonntag, 10. Dezember 2023, 14:15 Uhr
| Platz | Land        | Sportler                                                                                | Zeit        | Strafrunden + Nachlader         |
| ----- | ----------- | --------------------------------------------------------------------------------------- | ----------- | ------------------------------- |
| 1     | Norwegen    | Juni Arnekleiv Marit Ishol Skogan Karoline Offigstad Knotten Ingrid Landmark Tandrevold | 1:07:39,0 h | 0+0 0+2 0+0 0+1 0+1 0+1 0+0 0+1 |
| 2     | Schweden    | Anna Magnusson Mona Brorsson Hanna Öberg Elvira Öberg                                   | +31,6       | 0+1 0+1 0+2 0+2 0+1 0+2 0+1 0+0 |
| 3     | Frankreich  | Gilonne Guigonnat Lou Jeanmonnot Justine Braisaz-Bouchet Julia Simon                    | +1:01,5     | 0+0 0+1 0+1 1+3 0+1 0+0 0+0 0+2 |
| 4     | Italien     | Samuela Comola Lisa Vittozzi Beatrice Trabucchi Rebecca Passler                         | +1:14,7     | 0+1 0+0 0+0 0+2 0+0 0+0 0+2 0+0 |
| 5     | Deutschland | Selina Grotian Janina Hettich-Walz Marion Wiesensarter Vanessa Voigt                    | +1:22,9     | 0+0 0+1 0+2 0+2 0+0 0+1         |
| 6     | Österreich  | Tamara Steiner Anna Gandler Anna Juppe Lisa Hauser                                      | +2:20,1     | 0+0 0+0 0+3 0+1 0+0 0+3 0+1 0+2 |
| 7     | Schweiz     | Amy Baserga Flurina Volken Aita Gasparin Lena Häcki-Groß                                | +2:31,3     | 0+1 0+0 0+3 0+2 0+0 0+1 0+1 0+2 |
| 8     | Tschechien  | Tereza Voborníková Lucie Charvátová Markéta Davidová Jessica Jislová                    | +2:40,8     | 0+1 1+3 0+1 0+2 1+3 0+1 0+0 0+1 |
| 9     | Slowenien   | Lena Repinc Polona Klemenčič Živa Klemenčič Anamarija Lampič                            | +2:53,0     | 0+0 0+0 0+3 0+3 0+3 0+0 0+2 1+3 |
| 10    | Ukraine     | Anastassija Merkuschyna Julija Dschyma Iryna Petrenko Chrystyna Dmytrenko               | +3:06,4     | 0+2 0+3 0+0 0+2 0+0 0+1 0+1 0+1 |

Gemeldet: 16 Staffeln
Nicht am Start:  Vereinigte Staaten
Überrundet: 4
Auch im Damenrennen belegten gewohnte Nationen die Podestplätze, Frankreich war aber im Rennverlauf nie in der Führungsposition. Die deutsche Mannschaft musste die erkrankte Sophia Schneider ersetzen, da weder Kebinger noch Preuß oder Weidel zur Verfügung standen, wurde Marion Wiesensarter äußerst kurzfristig aus ihrer Heimat nach Hochfilzen geholt und erledigte ihre Aufgabe ordentlich. Italien, zur Rennhälfte durch Lisa Vittozzi noch in Führung gelegen, fiel erwartungsgemäß zurück, erzielte mit Rang 4 aber dennoch ein gutes Ergebnis. Auch das Schweizer Team musste Elisa Gasparin kurzfristig durch Flurina Volken ersetzen und wurde Siebter, Österreich schloss den Wettkampf auf einem guten sechsten Platz ab. Insgesamt kam neben den aufgeführten Nationen nur noch die polnische Mannschaft ins Ziel.

## Auswirkungen auf den Gesamtweltcup
| Rang | Name                       | Punkte | Siege | Verän- derung |
| ---- | -------------------------- | ------ | ----- | ------------- |
| 1    | Tarjei Bø                  | 290    | 1     |               |
| 2    | Sebastian Samuelsson       | 281    | 1     |               |
| 3    | Johannes Thingnes Bø       | 229    | 1     |               |
| 4    | Johannes Dale-Skjevdal     | 220    | 0     |               |
| 5    | Philipp Nawrath            | 203    | 1     |               |
| 6    | Sturla Holm Lægreid        | 191    | 0     |               |
| 7    | Vetle Sjåstad Christiansen | 190    | 0     |               |
| 8    | Justus Strelow             | 186    | 0     |               |
| 9    | Endre Strømsheim           | 168    | 0     |               |
| 10   | Vebjørn Sørum              | 163    | 0     |               |

| Rang | Name                       | Punkte | Siege | Verän- derung |
| ---- | -------------------------- | ------ | ----- | ------------- |
| 1    | Ingrid Landmark Tandrevold | 271    | 1     |               |
| 2    | Lou Jeanmonnot             | 251    | 2     |               |
| 3    | Lisa Vittozzi              | 249    | 1     |               |
| 4    | Karoline Offigstad Knotten | 235    | 0     |               |
| 5    | Elvira Öberg               | 228    | 1     |               |
| 6    | Vanessa Voigt              | 221    | 0     |               |
| 7    | Lena Häcki-Groß            | 208    | 0     |               |
| 8    | Franziska Preuß            | 200    | 0     |               |
| 9    | Justine Braisaz-Bouchet    | 157    | 0     |               |
| 10   | Hanna Öberg                | 153    | 0     |               |

## Debütanten
Folgende Athleten nahmen zum ersten Mal an einem Biathlon-Weltcup teil. Dabei kann es sich sowohl um Individualrennen, als auch um Staffelrennen handeln.
| Männer | Frauen            |
| ------ | ----------------- |
|        | Lidia Žurauskaitė |
|        | Grace Castonguay  |